# Cena UEFA fotbalista roku

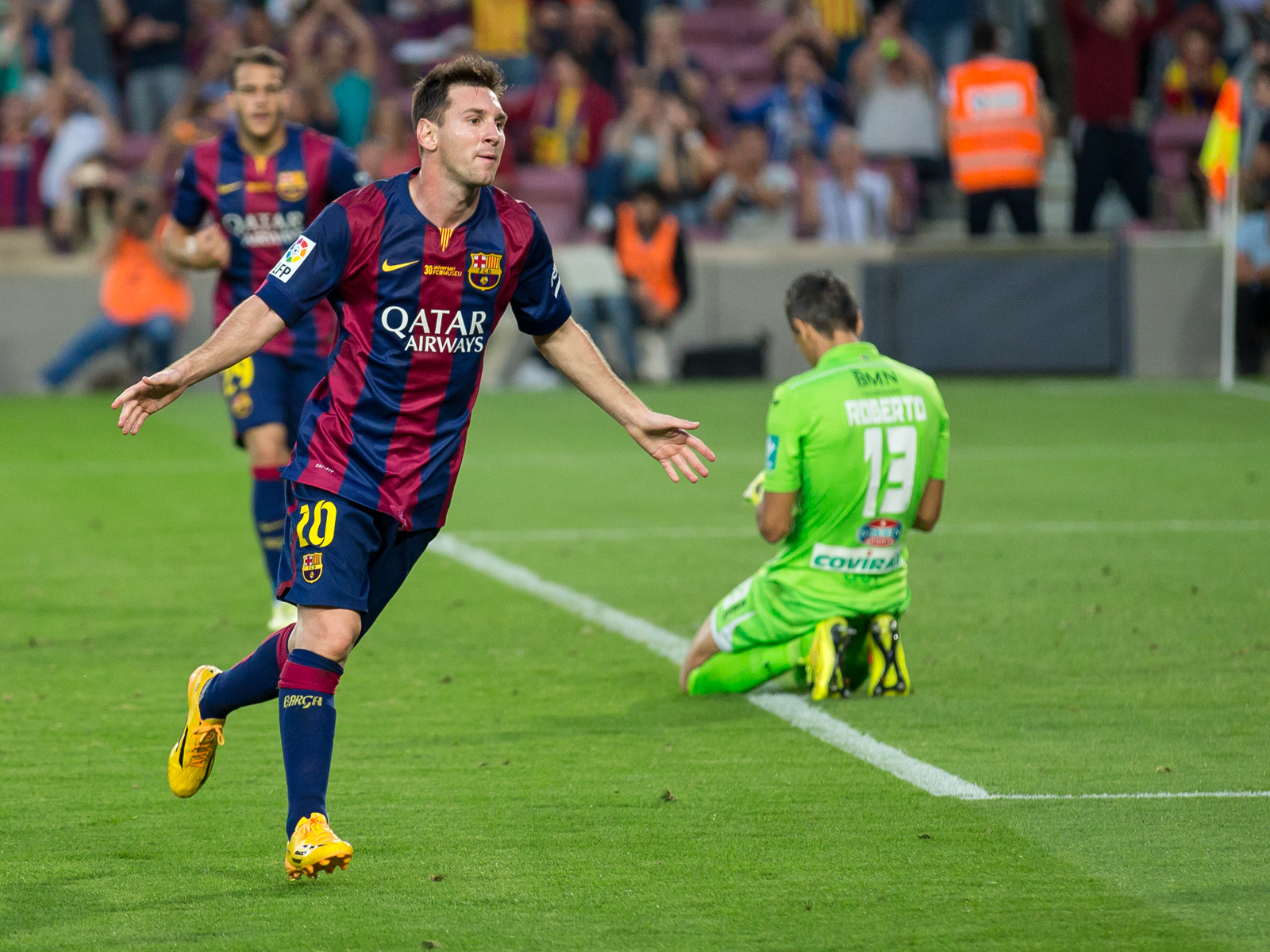
Lionel Messi, vítěz v roce 2015.

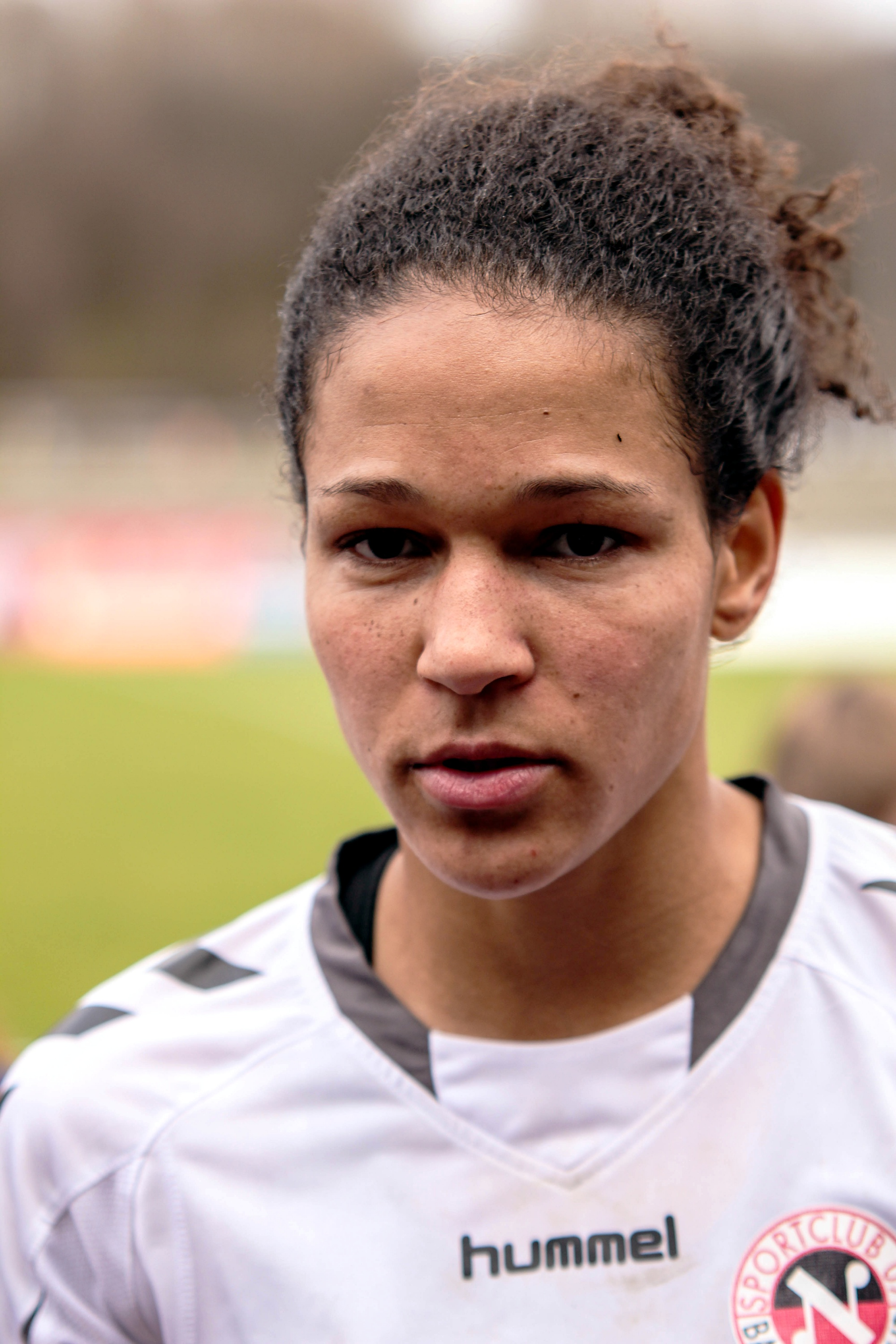
Célia Šašićová, vítězka za rok 2015.

Cena UEFA fotbalista roku  (UEFA Men's Player of the Year Award), dříve Cena UEFA nejlepší hráč Evropy (UEFA Best Player in Europe Award) je fotbalové ocenění pro fotbalistu hrajícího v některém evropském fotbalovém klubu (resp. v klubu náležícího pod evropskou asociaci UEFA), který byl zvolen vybranými novináři v hlasování jako nejlepší v předchozí sezóně. Uděluje se od roku 2011, jde o nástupnické ocenění UEFA Club Footballer of the Year. Fotbalisté jsou posuzování nejen dle výkonů v klubu v domácích i evropských soutěžích, ale i podle výkonů ve své reprezentaci.
Od roku 2013 se uděluje i pro nejlepší fotbalistky působící v některém evropském klubu.

## Hlasování
V prvním kole sestaví 54 novinářů (po 1 z každé členské země UEFA) svůj tříčlenný seznam fotbalistů, na němž ohodnotí nejlepšího 5 body, druhého třemi a třetího jedním bodem. Body se spočítají a tři hráči s nejvyšším počtem postoupí do finální fáze. V ní probíhá hlasování elektronicky v živé relaci (zpravidla před losováním evropských pohárů), každý z přítomných určených novinářů dá svůj hlas jednomu hráči. Ten, který jich získá nejvíce se stává vítězem.

## Přehled vítězů

### Muži
| Rok                       | Fotbalista         | Klub               |
| ------------------------- | ------------------ | ------------------ |
| UEFA nejlepší hráč Evropy |                    |                    |
| 2011                      | Lionel Messi       | FC Barcelona       |
| 2012                      | Andrés Iniesta     | FC Barcelona       |
| 2013                      | Franck Ribéry      | FC Bayern Mnichov  |
| 2014                      | Cristiano Ronaldo  | Real Madrid        |
| 2015                      | Lionel Messi       | FC Barcelona       |
| 2016                      | Cristiano Ronaldo  | Real Madrid        |
| UEFA fotbalista roku      |                    |                    |
| 2017                      | Cristiano Ronaldo  | Real Madrid        |
| 2018                      | Luka Modrić        | Real Madrid        |
| 2019                      | Virgil van Dijk    | Liverpool FC       |
| 2020                      | Robert Lewandowski | FC Bayern Mnichov  |
| 2021                      | Jorginho           | Chelsea FC         |
| 2022                      | Karim Benzema      | Real Madrid        |
| 2023                      | Erling Haaland     | Manchester City FC |

### Ženy
| Rok                         | Fotbalistka        | Klub                |
| --------------------------- | ------------------ | ------------------- |
| UEFA nejlepší hráčka Evropy |                    |                     |
| 2013                        | Nadine Angererová  | 1. FC Frankfurt     |
| 2014                        | Nadine Keßlerová   | VfL Wolfsburg       |
| 2015                        | Célia Šašićová     | 1. FC Frankfurt     |
| 2016                        | Ada Hegerbergová   | Olympique Lyon      |
| UEFA fotbalistka roku       |                    |                     |
| 2017                        | Lieke Martensová   | FC Barcelona Femení |
| 2018                        | Pernille Harderová | VfL Wolfsburg       |
| 2019                        | Lucy Bronze        | Olympique Lyon      |
| 2020                        | Pernille Harder    | VfL Wolfsburg       |
| 2021                        | Alexia Putellas    | FC Barcelona Femení |
| 2022                        | Alexia Putellas    | FC Barcelona Femení |
| 2023                        | Aitana Bonmatí     | FC Barcelona Femení |